# Switchblade
《Switchblade》是Core Design开发、Gremlin Graphics1989年发行的电脑平台游戏。
游戏对应Amiga、雅达利ST、ZX Spectrum、Commodore 64和Amstrad CPC电脑。后有1991年的Amstrad GX4000强化移植版发行。
游戏采用拼接卷轴式平台画面，玩家操控主人公在地下移动，未进入的地区视野模糊。
续作《Switchblade II》于1991年发行。